# Edificio Ursus Gomma
L'edificio della Ursus Gomma era la sede della storica azienda di Vigevano, nota per la produzione di calzature e articoli in gomma. Fondata nel 1931 da Pietro Bertolini, Pietro Magnoni e Carlo Masseroni, l'azienda ha svolto la propria attività produttiva fino al 1987.  

## Storia
L'idea di uno stabilimento per la produzione di calzature in gomma nasce nel 1931 per volontà degli imprenditori Pietro Bertolini, Pietro Magnoni e Carlo Masseroni, che fondano l'Immobiliare San Giovanni della Paglia, che l'anno seguente diviene Ursus Gomma. L'azienda inizia l'attività presso il Calzaturificio Andrea Ghisio a Vigevano con la fabbricazione di articoli in gomma vulcanizzata. La produzione raggiunge nel corso dell'anno le 5 000 paia giornaliere. 
Nel 1934 lo stabilimento viene ampliato su progetto dell'ingegnere e architetto Giovanni Rota e si completa l'implementazione delle strutture verticali a travi reticolari in cemento armato, evidenziate soprattutto nell'ampia area produttiva e negli spazi di lavoro illuminati dagli shed e dalle finestre a nastro su via Pisani.
Negli anni seguenti, dopo un ulteriore ampliamento, viene raggiunta la punta massima della produzione con il gettito di 30 000 paia giornaliere e l'impiego di 1 600 operai.
Dopo la seconda guerra mondiale la Ursus Gomma riprende l'attività espandendosi nel settore delle resine sintetiche e avviando la lavorazione del PVC. La situazione finanziaria negli anni seguenti comincia a deteriorarsi a causa della mancanza di risorse sufficienti per adattarsi al cambiamento dei mercati nazionali e internazionali. Nel 1982 l'azienda cessa l'attività e il 28 aprile 1987 viene dichiarata fallita.
L'intero complesso è stato riqualificato e rifunzionalizzato a partire dal 2003.

## Descrizione

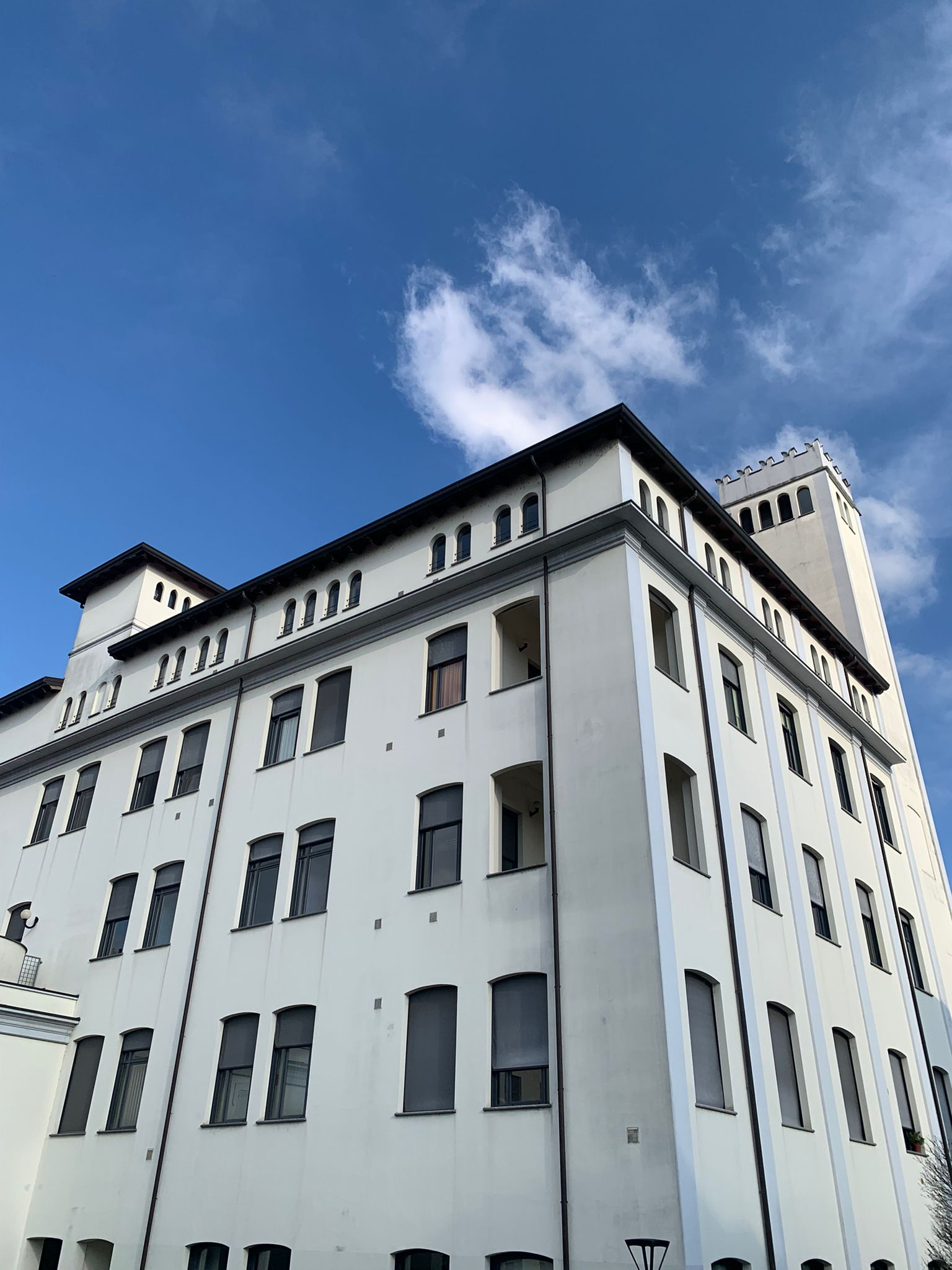
Facciata posteriore dell'edificio principale

### Progetto originario
Il progetto si distingue per imponenza e funzionalità, distribuito su quattro piani con una superficie totale di 20 000 m², di cui 11 500 destinati a spazi verdi, parcheggi e percorsi pedonali, e i restanti 8 500 metri quadrati coperti da edifici sia privati che pubblici. Il progettista Rota ha concepito l'edificio seguendo i principi del movimento razionalista. Le imponenti torri contribuiscono a conferire monumentalità, mentre il capannone si integra con il resto della struttura. L'uso del marmo rosa all'ingresso e dei giochi geometrici decorativi contribuiscono all'eleganza moderna complessiva.
L'ampliamento del 1938, realizzato in collaborazione con l'ingegnere Carlo Felice Zanetti, rappresenta una deviazione dallo stile di Rota. La parte destinata all'ingresso e agli uffici (conservata) segue una concezione modernista protocollare, mentre la porzione occupata dagli archivi e dai laboratori (demolita) appare più in linea con il lavoro di Zanetti. Questa sezione presenta un volume traslucido con un basamento rivestito di pietra, caratterizzato da un evidente telaio in cemento armato tamponato da strisce alternate di vetrocemento e serramenti con sottile profilo in metallo, richiamando l'avanguardistico ampliamento delle officine Olivetti a Ivrea (Torino, 1934-35) di Luigi Figini e Gino Pollini. 

### Rifunzionalizzazione
La sede dei vigili urbani, situata nell'originaria "Palazzina Uffici" dell'ex Ursus, si sviluppa su tre piani, di cui uno seminterrato. I piani fuori terra sono interamente dedicati agli uffici direzionali, mentre il piano seminterrato ospita ambienti di servizio, un autoparco e magazzini. 
Per quanto riguarda la sede del laboratorio ITIA-CNR, l'ex capannone utilizzato per lo scarico e il carico merci si estende su una superficie di 1700 metri quadrati. Parte di questo spazio è ora occupata dal Centro Nazionale delle Ricerche (CNR), che ha istituito un impianto di produzione sperimentale di calzature completamente automatizzato. 
La rinnovata sede degli uffici, inaugurata nel 2003, rappresenta il primo esempio di decentramento di uffici pubblici in città, insieme alla nuova sede dei vigili urbani. Qui trovano posto l'ufficio imposte, l'ufficio IVA, la conservatoria e l'ufficio del registro.
Il "Torrione", parte vincolata dell'ex Ursus, ospita dopo la riqualificazione al piano terra un ufficio postale e un ristorante-caffè, mentre al primo e al secondo piano studi medici e uffici professionali. Il terzo e il quarto piano sono a uso residenziale.